# Alfredo Torres
Juan Alfredo Torres González (Zapopan, 31 de maio de 1931 - 10 de novembro de 2022) foi um ex-futebolista mexicano que atuava como atacante.

## Carreira
Alfredo Torres fez parte do elenco da Seleção Mexicana de Futebol, na Copa do Mundo de  1954.